# Канбеково
Канбеково (баш. Ҡанбәк) — село в Миякинском районе Республики Башкортостан Российской Федерации. Входит в состав Богдановского сельсовета.

## География

### Географическое положение
Расстояние до:
- районного центра (Киргиз-Мияки): 19 км,
- центра сельсовета (Богданово): 4 км,
- ближайшей ж/д станции (Аксёново): 35 км.

## Население
| 2002 | 2009 | 2010 |
| ---- | ---- | ---- |
| 524  | ↗557 | ↘483 |

Национальный состав
Согласно переписи 2002 года, преобладающая национальность — татары (76 %).

## Религия
В селе есть мечеть.